# Зеленяр чорнощокий
Зеленя́р чорнощокий (Sphenopsis melanotis) — вид горобцеподібних птахів родини саякових (Thraupidae). Мешкає в Андах.

## Підвиди
Виділяють три підвиди:

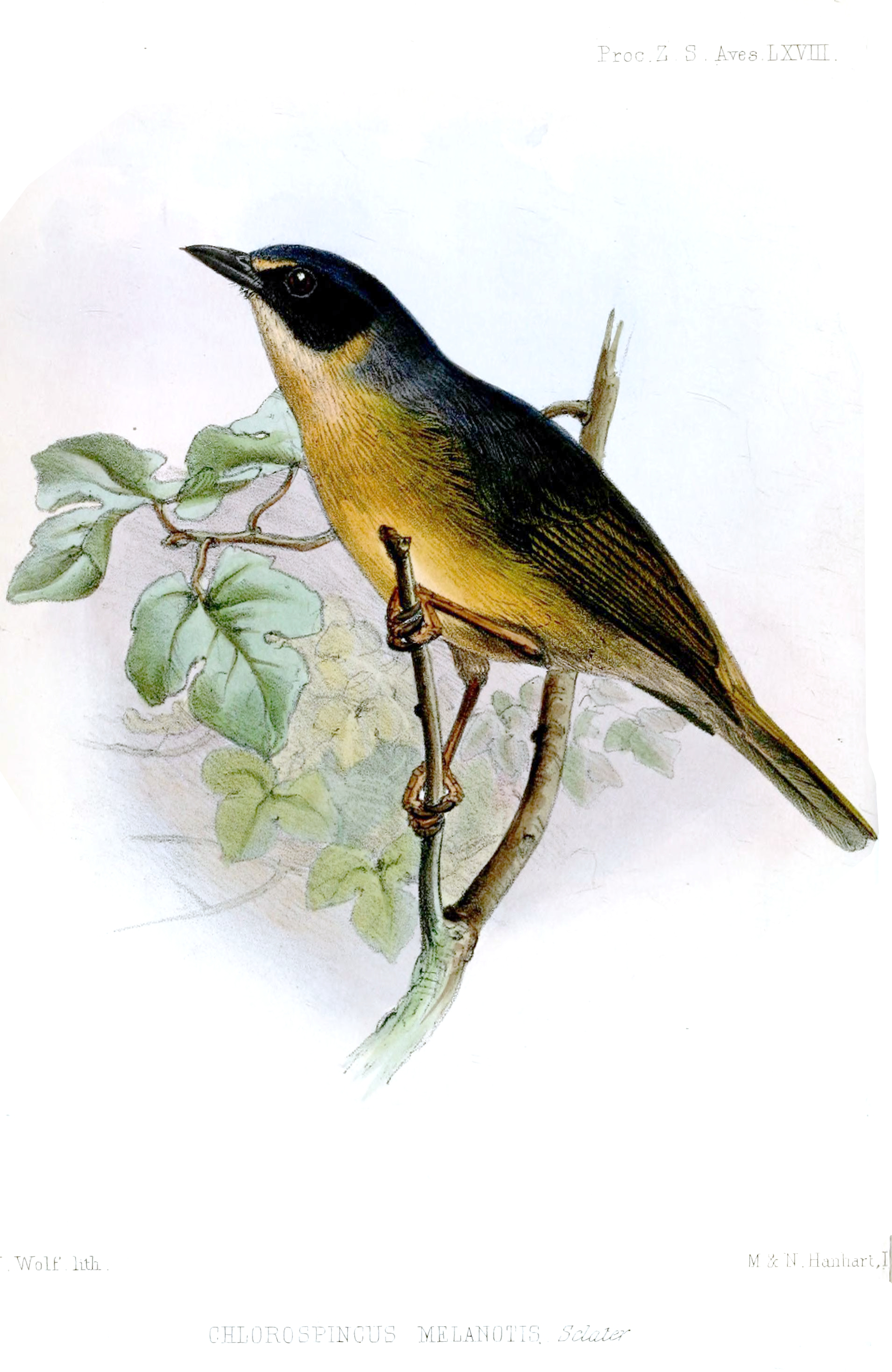
Чорнощокий зеленяр

- S. m. melanotis (Sclater, PL, 1855) — Анди на заході Венесуели (Тачира), в Колумбії і Еквадорі;
- S. m. berlepschi (Taczanowski, 1880) — Анди на півночі і в центрі Перу;
- S. m. castaneicollis (Sclater, PL, 1858) — Анди на південному сході Перу (південний схід Куско, Пуно) і в Болівії (на південь до Санта-Крусу).

Західні і піурійські зеленярі раніше вважалися конспецифічними з чорнощоким зеленярем.

## Поширення і екологія
Чорнощокі зеленярі мешкають у Венесуелі, Колумбії, Еквадорі, Перу і Болівії. Вони живуть в підліску вологих гірських тропічних лісів та на узліссях. Віддають перевагу заростям бамбука Chusquea. Зустрічаються на висоті від 1700 до 2500 м над рівнем моря.